# 15267 Kolyma
A 15267 Kolyma (ideiglenes jelöléssel 1990 VX4) a Naprendszer kisbolygóövében található aszteroida. Eric Walter Elst fedezte fel 1990. november 15-én.